# 복이
복이(服餌)는 복약(服藥)이라고도 하는데, 인간 신체를 불사케 하는 약(藥: 仙藥 또는 丹藥이라 함)을 복용하는 것으로 도교의 수행법 중 하나이다. 복이에 대해서는 갈홍(葛洪：4세기 중국 동진 사람)이 저술한 《포박자(抱朴子)》에 상술되어 있다. 최상의 약은 금단(金丹)이라 불렸다.
약에는 세 단계가 있다. 즉, 상약(上藥) · 중약(中藥) · 하약(下藥)이 그것인데 상약은 선약(仙藥)으로서 이것을 복용하면 불로장수는 물론 신선이 되어 공중비행과 모든 귀신(정령)을 마음대로 구사할 수 있다고 하며, 중약은 양생(養生)하는 데 쓰이고 하약은 치병약(治病藥)인 것이다. 선약(仙藥)은 단사(丹砂)라 하여 황금(黃金) · 백은(白銀) · 지(芝: 버섯 종류의 약초) 등 100여 가지와 5옥(五玉: 蒼 · 赤 · 黃 · 白 · 玄의 5色玉) · 운모(雲母) · 명주(明珠：眞珠) · 웅황(雄黃) · 태을우여량(太乙禹餘糧) 등 희귀한 약재를 사용하여 제조된다.
식물류에서 금속 · 광물류에 이르기까지 가지각색의 것이 약 재료가 되었으며 또 그 약품에 따라 복용법이나 효능이 정해져 있다. 최상의 약은 금단(金丹)이라 불렸다. 이것은 금석(金石)을 가열하거나 냉각하거나 해서 그 정기(精氣)를 환약으로 지어 만든 것이나 그 목적은 황금(黃金)이 지닌 불변성에 있었다. 황금을 복용해서 신체 자체를 불변한 것으로 만들면 그에 의해 불로불사를 얻는 것으로 믿었다. 이 착상(着想)을 준 것은 단사(丹砂：黃化水銀)의 환원성이었다. 단사를 태우면 수은을 석출(析出)해내는데 그 수은을 식히면 황과 화합하여 다시 단사가 된다. 여기에서 그들은 단사를 복용하는 경우에는 수은으로부터 더 나아가 황금도 석출해낸다고 믿었다. 물론 이 약을 제조하는 단계나 복용하는 단계에는 갖가지 '터부(tabooː禁忌)'나 종교적 실천이 필수조건으로 되었는데 황금을 석출하는 단사(丹砂), 즉 금단(金丹)이 인간 육체 자체를 불로불사케 하는 것이라 하여 중요시되었다. 금단은 고대의 소박한 의약 지식과 초보적인 화학 지식에 종교적인 요소(신앙이라고 말한다)가 결합되어 성립한 것으로 실제는 맹독(猛毒)인 것이다. 실제로 도교를 맹신(盲信)한 당(唐)의 왕실에서 금단을 복용하고 도리어 수명을 줄인 황제가 여섯이나 된다. 그럼에도 불구하고 그들은 그것이 죽은 것이 아니라 신선이 된 것이라고 믿었기 때문에 금단의 복용은 더욱더 성행했다고 한다. 금단을 복용하는 것은 조식 · 도인 등과는 별개의 계통이지만 도교에서는 병용되었다.

## 참고 문헌
- 이 문서에는 다음커뮤니케이션(현 카카오)에서 GFDL 또는 CC-SA 라이선스로 배포한 글로벌 세계대백과사전의 "종교·철학 > 한국의 종교 > 한국의 도교 > 한국도교의 의식·수행 > 벽곡과 복이" 항목을 기초로 작성된 글이 포함되어 있습니다.
- 이 문서에는 다음커뮤니케이션(현 카카오)에서 GFDL 또는 CC-SA 라이선스로 배포한 글로벌 세계대백과사전의 "종교·철학 > 세계의 종교 > 도교 > 도교 > 수행법·의례 > 복이" 항목을 기초로 작성된 글이 포함되어 있습니다.